# عادل عيد
عادل عيد (مواليد 22 مارس 1984 في فنلندا)، هو لاعب كرة قدم معتزل. يلعب كمدافع. والده مصري ووالدته فنلندية.